# Uracanthus punctulatus
Uracanthus punctulatus là một loài bọ cánh cứng trong họ Cerambycidae.